# Різана

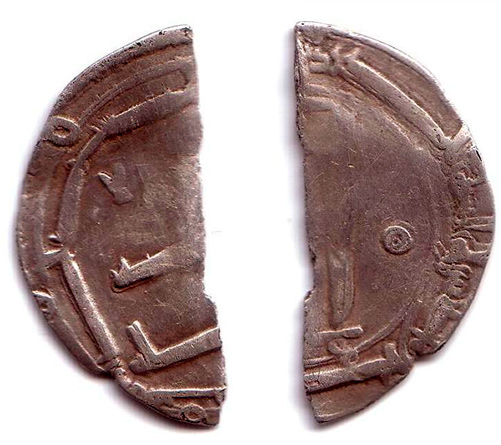
Різана із диргема Аббасидського халіфату, карбованого приблизно у 770—790 роках

Різана (д.-рус. рѣзана) — грошова одиниця Русі. Вона дорівнювала 1/20 гривні. Різана існувала лише до XII сторіччя. Спочатку це була назва половини срібного арабського диргема, у першій половині XI сторіччя — динарій в 1,02 м. Пізніше, ця грошова одиниця стала називатися «куною». Юрій Диба пов'язує появу назви та вагового еквівалента різани (співмірного із вагою західноєвропейського денарія) з потребою розрахунків русів-торгівців у Регенсбурзі (чес. — Резно).
За Володимиром Зваричем, диргем — еквівалент шкірки куниці, а різана — частини шкірки. В ІХ ст. складала 1/50 гривні, у ХІІ ст. стала рівною куні через «девальвацію» куни з 1/25 до 1/50 гривні. Якийсь час були в обігу водночас, поступово куна витіснила різану.